# Blexbolex
Blexbolex (bürgerlicher Name Bernard Granger; * 26. Mai 1966 in Douai, Frankreich) ist ein französischer Autor und Illustrator.

## Leben
Bernard Granger wuchs in der Auvergne auf, seine Eltern waren beide Deutschlehrer. Bereits als Kind begann er, Comics zu zeichnen. Im Anschluss an sein Studium an der Kunsthochschule von Angoulême, der École européenne supérieure de l’image, arbeitete er als Drucker und Verleger der Éditions Cornélius in Paris. Seine ersten Werke druckte und verlegte er selbst. Später arbeitete er mit Le Dernier Cri, einem auf Comic-Kunst und Siebdruck spezialisierten Verlag aus Marseille zusammen. Inzwischen hat Blexbolex über vierzig Bücher, darunter auch zahlreiche Graphic Novels, verfasst und gestaltet, wobei er für fast jedes Projekt mit neuen Formaten und Stilen experimentiert. 2001 entstand sein erstes Kinderbuch in Zusammenarbeit mit Jean-Luc Fromental. Blexbolex illustrierte auch für verschiedene Zeitungen und Zeitschriften wie The New York Times oder Le Monde. Seine Werke wurden unter anderem in Paris, Berlin, Wien, Zürich und New York City ausgestellt. Mit Die Flucht nach Abecederia erschien 2007 erstmals eines seiner Werke in deutscher Übersetzung. Seit 2008 lebt Blexbolex als freier Autor und Illustrator in Deutschland, wo er sich zunächst in Berlin niederließ und später nach Leipzig übersiedelte. In seiner Heimat Frankreich zählt Blexbolex zu den erfolgreichsten aufstrebenden Zeichnern.

## Werke
In Deutschland erschienene Werke
- Die Flucht nach Abecederia. Büchergilde Gutenberg, Frankfurt am Main 2007. ISBN 978-3-940111-41-8
- Leute. Jacoby & Stuart, Berlin 2008. ISBN 978-3-941087-02-6
- Jahreszeiten. Jacoby & Stuart, Berlin 2010. ISBN 978-3-941087-83-5
- Niemandsland. Jacoby & Stuart, Berlin 2012. ISBN 978-3-941787-77-3
- Ein Märchen. Jacoby & Stuart, Berlin 2013. ISBN 978-3-941787-38-4

Im Ausland erschienene Kinderbücher
- Les Souvenirs d'Elmir Grömek et de son chien Pikü. Seuil Jeunesse, 2001
- L'Affaire Noël. Text: Gérard Moncomble. Nathan Jeunesse, 2003
- Petites et Grandes Fables de Sophios. Text: Michel Piquemal. Albin Michel Jeunesse, 2004
- Bim de la jungle. Thierry Magnier, 2004
- La Longue-vue. Thierry Magnier, 2005
- Les Petites Malices de Nasreddine. Albin Michel Jeunesse, 2005
- Peindre. Thierry Magnier, 2006
- L'Oncle américain d'Achille Pellison. Oskar Jeunesse, 2006
- De vert de rage à rose bonbon: toutes les couleurs de notre langue. Albin Michel Jeunesse, 2006
- Mon ami rond. Albin Michel Jeunesse, 2007
- Mon ami triangle. Albin Michel Jeunesse, 2007
- L'Imagier des gens. Albin Michel Jeunesse, 2008
- Romance. Albin Michel Jeunesse, 2013

Im Ausland erschienene Graphic Novels
- Bad boy boogie. Vermine, 2000
- L'Enclos. Cornélius, 2001
- L'Œil privé. Les Requins Marteaux, 2006
- Dats Fun. Éditions Le 9 Monde, 2006
- Crime chien. Pipfax, 2008
- Destination Abecederia. Les Requins Marteaux, 2008
- La Fêlure. Ouvroir Humoir, 2009
- Hors-zone. Cornélius, 2012

## Ausstellungen in Deutschland
- Blexbolex vs. Atak (zusammen mit ATAK) Galerie Bongoût, Berlin, 16. Juli bis 20. August 2009
- Bilder und Masken (mit Stefanie Schilling) Die tolle Galerie, München, 3. September bis 30. Oktober 2010

## Auszeichnungen
- 2009: Nominierung Deutscher Jugendliteraturpreis für Leute
- 2009: Schönstes Buch der Welt der Stiftung Buchkunst für Leute
- 2010: Illustrationspreis für Kinder- und Jugendbücher vom Gemeinschaftswerk der Evangelischen Publizistik für Jahreszeiten